# Megilla (Mischna)

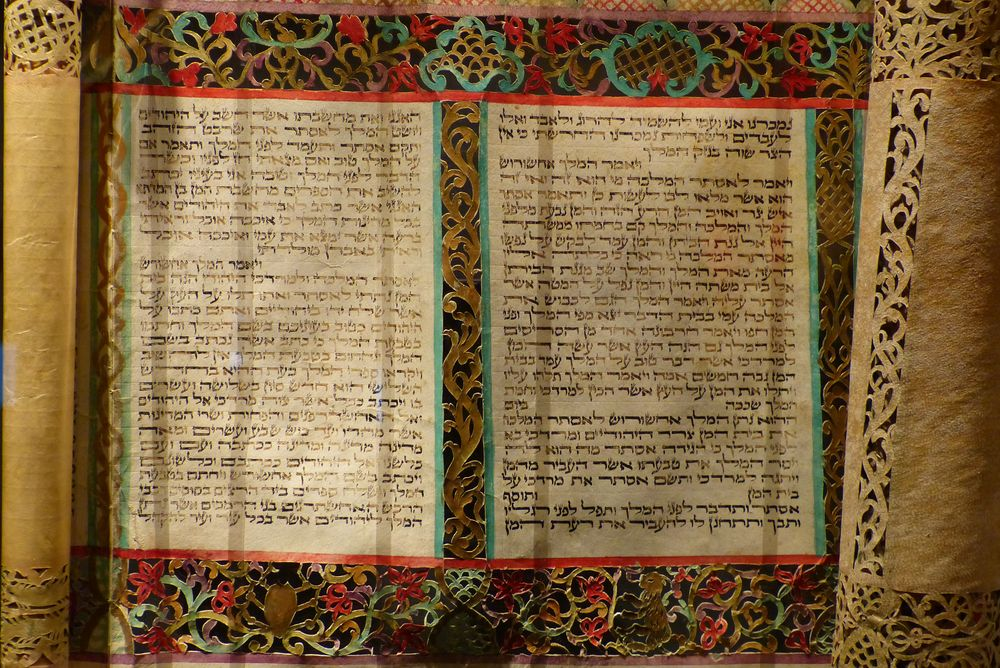
Ausschnitt einer Megilla aus Italien

Megilla / מגילה (dt. „[Buch]rolle“) ist der 10. Traktat der Mischna in der Ordnung Mo'ed (Festzeiten, Festtag).
Der Name des Traktates bezieht sich auf das an Purim zu verlesende Buch Ester. Das erste Kapitel behandelt in den ersten vier Mischnajot die Fragen, wann und wo die Ester-Rolle gelesen werden soll. Dabei gilt:

„Städte, die seit den Tagen des Jehoschua bin Nun mit einer Stadtmauer umgeben sind, lesen am 15. [des Monats Adar]. Dörfer und Kleinstädte lesen am 14.“

In Schaltjahren, in denen es einen zweiten Adar gibt, wird die Rolle in diesem Monat gelesen. An Mischna 4, welche die Unterscheidung von erstem und zweitem Adar verhandelt, schließt sich eine Liste von Dingen bzw. Regelungen an, die mit der Formel „Es gibt keinen Unterschied zwischen […]“ eingeleitet werden.

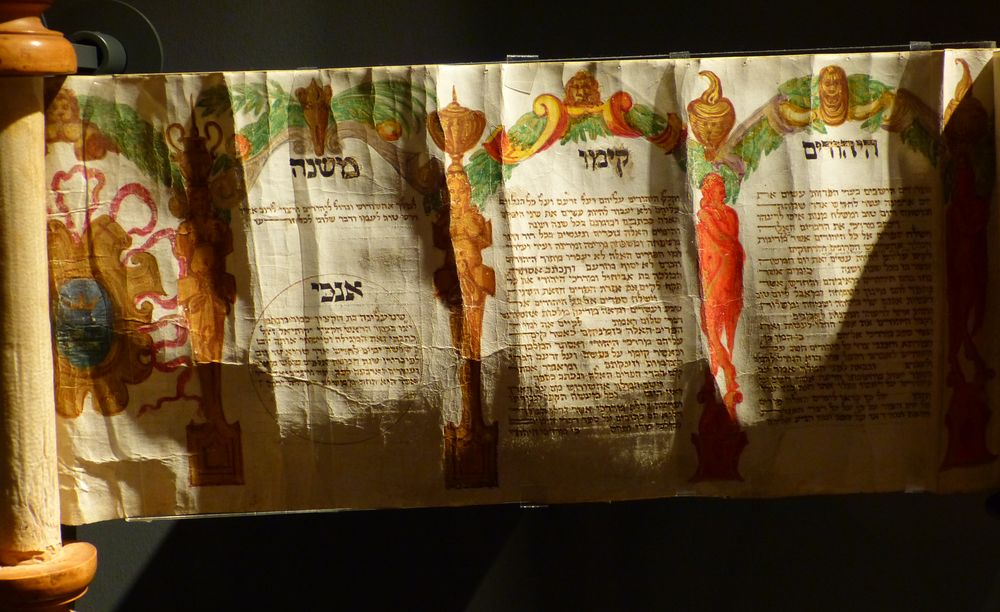
Ausschnitt einer Megilla aus Italien

Das zweite Kapitel befasst sich mit den Fragen, wie und durch wen die Rolle gelesen werden und wie sie beschaffen sein muss. Auch hier schließen sich weitere Bemerkungen an, die mit dem Ausgangsthema „Ester-Rolle“ nicht verbunden sind.
Im dritten Kapitel wird das Generalthema des Traktates verlassen. Stattdessen diskutiert es Fragen zu Synagogen, ihrer Einrichtung sowie den Lesungen an Schabbatot und Feiertagen.
Das vierte Kapitel schließlich behandelt wiederum die Lesung der Ester-Rolle sowie Gemeinsamkeiten und Unterschiede zur Lesung der Torarolle. Der Traktat schließt mit einer Aufzählung von Tanach-Abschnitten, die gelesen (nicht übersetzt) werden sollen, sowie zwei Abschnitten (Ezechiel 1 ; 16 ), die nicht als Haftara verwendet werden sollen.
Der Traktat ist bedeutsam aufgrund der Nachrichten über die Gestaltung der Liturgie im Frühjudentum sowie die bis heute gültigen halachischen Regeln für Purim. Weitere Informationen finden sich in der Tosefta sowie in der Gemara des eretz-jisra'elischen Talmuds (Talmud Jeruschalmi) und des babylonischen Talmuds (Talmud Bavli).
Im Traktat des babylonischen Talmud findet sich auch (Fol. 7b) die bekannte, zum exzessiven Feiern auffordernde Stelle, es sei ein Gebot, an Purim so viel (Alkohol) zu trinken „bis man nicht mehr unterscheiden kann zwischen ‚verflucht sei Haman‘ und ‚gesegnet sei Mordechai‘.“